# Deschênes (Québec)
Pour les articles homonymes, voir Deschênes.
Deschênes est une ancienne municipalité de village de l'Outaouais, au Québec, ayant existé de 1920 à 1975. Avec Lucerne, elle est rattachée à la municipalité d'Aylmer en 1975, elle-même rattachée à la municipalité de Gatineau en 2002. À l'origine, le nom du village était Deschênes Mills.

## Toponymie
C'est le Chevalier Pierre de Troyes, un commandant de l’expédition d’Iberville, qui serait à l’origine du nom Deschênes. Les rapides de Deschênes portaient vraisemblablement le nom algonquin Mitigomijokan (Mitigomij signifie « chêne » en français) que l'explorateur aurait été francisé à son passage le 23 avril 1686. Ce site était le troisième portage ou « portage du haut » de la rivière des Outaouais qui mène, en amont, à l'élargissement de la rivière (aujourd'hui appelé lac Deschênes). Au moment où il passe par les rapides, à la vue des chênes imposants de l’endroit, il nomme ce lieu « portage des chesnes ».

## Histoire
Des traces de présence humaine qui datent de 4000 et 2000 ans avant aujourd’hui (AA) ont été retrouvées dans la région de l'Outaouais. Aux alentours de 500 av. J.C s'établit la population qui deviendra le peuple Algonquin, qui utilisera la Rivière Kichesipi (la Grande Rivière) aussi appelée Mahamoucébé (la rivière du commerce). En 1610, Samuel de Champlain, donne à Nicolas de Vignau la mission d'apprendre la langue algonquine. Celui-ci monte la rivière et passe un an avec ce peuple. Il est donc le premier Européen à voir les rapides Deschênes qui étaient un passage obligé ouvrant la porte en direction du nord vers la Rivière Mattawa et la Rivière des Français pour atteindre le Lac Huron et les terres de la nation des Ottawa ou Outaouais. C'est pour cette raison que les européens, à la fin du XVIIe siècle, baptiseront ainsi cette rivière bien que ce peuple se trouve pourtant près des Grands Lacs.
Ce passage a été utilisé pour le transport des marchandises de Compagnie du Nord-Ouest sise à Montréal qui se fusionnera à la Compagnie de la Baie d’Hudson. Un employé de cette dernière, Alexander Mackenzie, emprunta le portage de Deschênes dans son trajet pour atteindre l’Arctique en 1789 en passant par le fleuve qui porte aujourd'hui son nom.
En 1800, les premiers colons permanents de la vallée de l'Outaouais arrivent avec Philemon Wright et sa famille, et dans la région de Deschênes, c'est James McConnell, âgé de 35 ans, qui arrive de l'Île-du-Prince-Édouard en 1802 avec ses deux frères, William (17 ans) et George (10 ans),. Ils faisaient partie de la deuxième vague de colons permanents de la communauté agricole de Philemon Wright. Selon les levés cadastrales de Theodore Davis et le registre de Philemon Wright, James McConnell semble occuper le lot 14-a du premier rang, alors que plus tard, son frère William a défriché une ferme sur le lot 13 voisin du premier rang.
En 1810, James McConnell loue le lot 15 du premier rang , défriche la terre pour l'agriculture et creuse une course de moulin jusqu'à ce qui devait être le premier moulin, marquant ainsi le tout début du village de Deschênes Mills. Onze ans plus tard, des magasins, des entrepôts et un poste de traite sont en activité près des rapides. Les frères McConnell feront fortune dans l'industrie du bois, dans le petit commerce des fourrures - en reprenant le petit commerce de fourrure établi par le commerçant raté Ithamar Day en 1826 - et comme agriculteurs.
Le marchand Robert Conroy et sa femme Mary (fille de William McConnell) se sont établis à Aylmer en 1837 et y font construire l’hôtel British. Ils investissent dans cette région dans des projets de développement des services de transport (des glissoires à bois, des quais d’embarquement, le chemin macadamisé d’Aylmer, des ponts et les services de diligence).

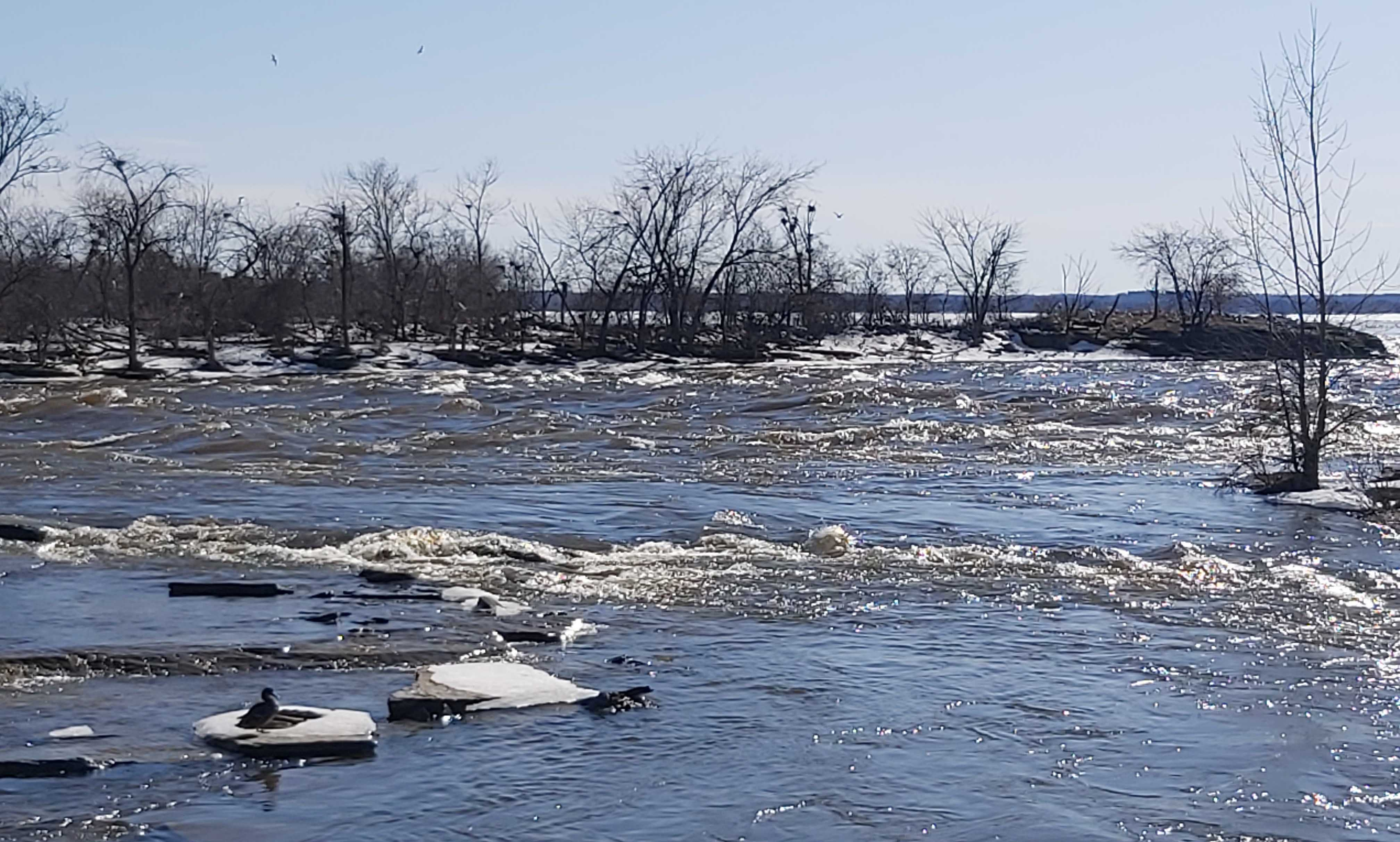
L'île Conroy près des rapides Deschênes porte de le nom de cette famille pionnière.

En 1857, Mary achète une ferme près des rapides Deschênes et la transforme en l'une des fermes laitières les plus prospères de l’Outaouais. Son mari meurt en 1868 et elle prend la direction des entreprises familiales, fait rare à cette époque pour une femme. Elle modernise leur scierie et en construit une deuxième lesquelles produiront près de 30 millions de pieds de planche en une saison. Les 200 travailleurs des scieries s'établiront dans le village de Deschênes Mills qui prend racine en bordure de la rivière des Outaouais tout près des rapides.

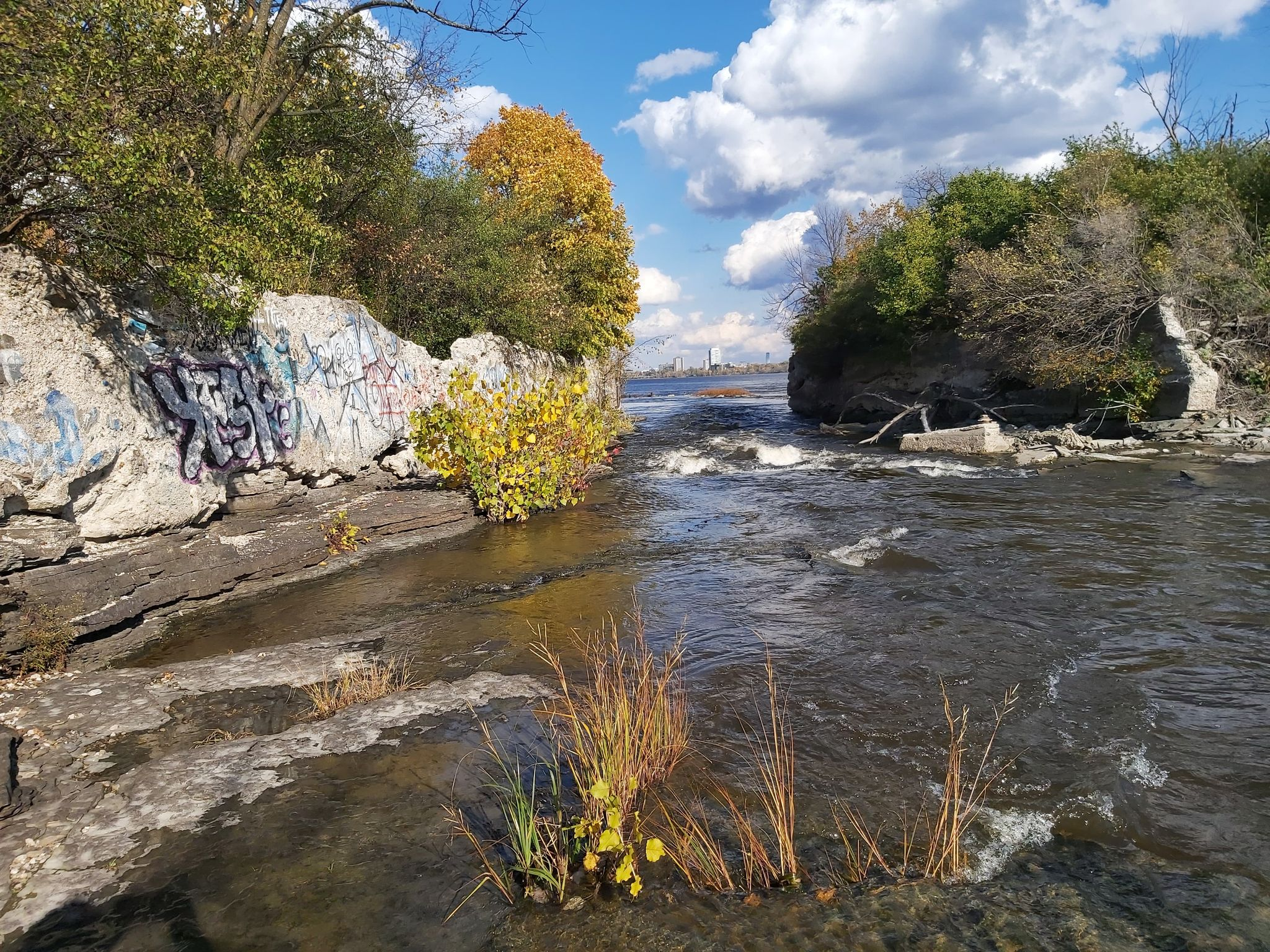
Une partie des vestiges de la centrale électrique dans le canal près de la rive.

À la mort de leur mère, la gestion des entreprises familiales est placée dans les mains de la fratrie des dix enfants et deux des garçons, Robert et William Conroy, font construire sur le site du moulin à farine et de la scierie, qui ont passé au feu, une des deux centrales hydroélectriques sur les rapides Deschênes, la Deschênes Electric Company (1896-1946). La seconde étant la Hull Electric Company. Un édifice en pierre, construit par cette seconde compagnie pour être utilisé comme hangar et garage de réparation aux tramways, existe toujours au coin du chemin Vanier et du boulevard Lucerne. Ces deux centrales alimenteront les quartiers environnants, les usines et le tramway reliant Hull et Ottawa à Aylmer. Les ruines de ces barrages sont toujours présentes.
Une raffinerie de nickel de la British American Nickel Corporation (1916 – 1923) a été construite pendant la Grande Guerre et devient rapidement la plus efficace au Canada. Pour une raison toujours inconnue, le bureau du premier ministre du Canada William Lyon Mackenzie King, ordonne sa fermeture en 1923. Ses ruines seront debout jusqu'en 1985.
Le village de Deschênes s'incorpore en 1920 et la paroisse catholique Saint-Médard est promulguée en 1923. À la suite du départ des industries, le village se transforme en centre de villégiature pour les gens de Hull et d'Ottawa mais graduellement ces chalets seront transformés ou remplacés par des maisons habitables durant les quatre saisons. Dans la foulée de la politique de regroupement des municipalités du Québec, les villages d'Aylmer, Lucerne et Deschênes sont fusionnés le 1er janvier 1975 pour devenir la municipalité d'Aylmer. Le 1er janvier 2002, celle-ci est elle-même rattachée à la municipalité de Gatineau où Deschênes y deviendra un district avec son propre conseiller municipal.

## Politique et administration
| Nom                        | Période de fonction | Période de fonction |
| Nom                        | Début               | Fin                 |
| -------------------------- | ------------------- | ------------------- |
| John H. Routliffe          | octobre 1920        | mai 1931            |
| Israël Gravelle            | 27 mai 1931         | mai 1937            |
| Alexandre Madaire          | 31 mai 1937         | mai 1945            |
| Harry Rosenes              | 14 mai 1945         | 13 septembre 1946   |
| Jean Côté                  | 20 septembre 1946   | mai 1951            |
| Émilien Clairmont          | 14 mai 1951         | mai 1953            |
| Jean B. Côté               | 19 mai 1953         | septembre 1959      |
| René Paulin                | 14 septembre 1959   | mai 1965            |
| Jean-Paul Poirier          | 17 mai 1965         | novembre 1969       |
| Kenneth Lloyd              | 2 novembre 1969     | novembre 1973       |
| Jean-Paul Poirier          | 4 novembre 1973     | 1er janvier 1975    |
| Source : Ville de Gatineau |                     |                     |

## Évolution démographique
| 1921 | 1931 | 1941 | 1951  | 1956  | 1961  | 1966  | 1971  |
| ---- | ---- | ---- | ----- | ----- | ----- | ----- | ----- |
| 321  | 294  | 284  | 1 169 | 1 680 | 2 090 | 1 791 | 1 806 |

## Projet de restauration ou de démolition des ruines

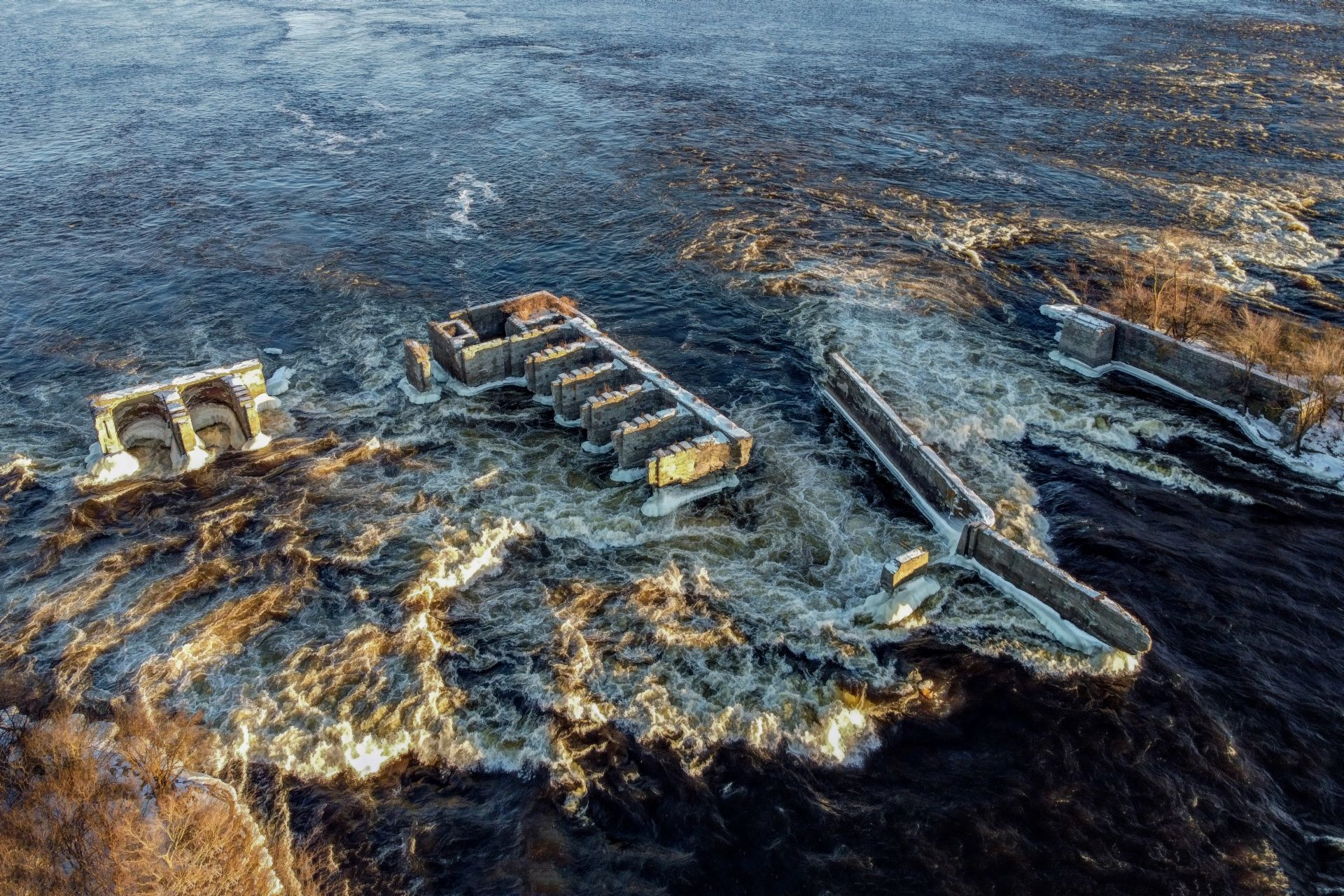
Vue aérienne des ruines des rapides Deschênes (janvier 2021).

Le ministère des Transports du Québec (MTQ), propriétaire actuel des ruines des rapides Deschênes, impose, pour des raisons de sécurité, leur démolition ou leur restauration. Une date butoir du 12 décembre 2021 pour l'achat par des investisseurs a été annoncée en août 2020. Un projet de parc d’eau vive d’envergure internationale est envisagé pour ce site patrimonial. À l'échéance, aucune organisation n'a démontré de l'intérêt afin de prendre en charge le site. Le MTQ a indiqué sa volonté de démolir rapidement les ruines, mais une protestation citoyenne et des appuis de la conseillère municipale d'Action Gatineau, Caroline Murray, et du député libéral de Pontiac, André Fortin ont fait en sorte que « le ministre responsable de l’Outaouais et ministre de la Culture et des Communications, Mathieu Lacombe, [a demandé] à son ministère de déclencher une nouvelle analyse de la valeur patrimoniale des vestiges de la première centrale hydroélectrique de la région ». Malgré cela, le MTQ prévoit démolir les ruines « au plus tôt » en 2027.

## Site aviaire important

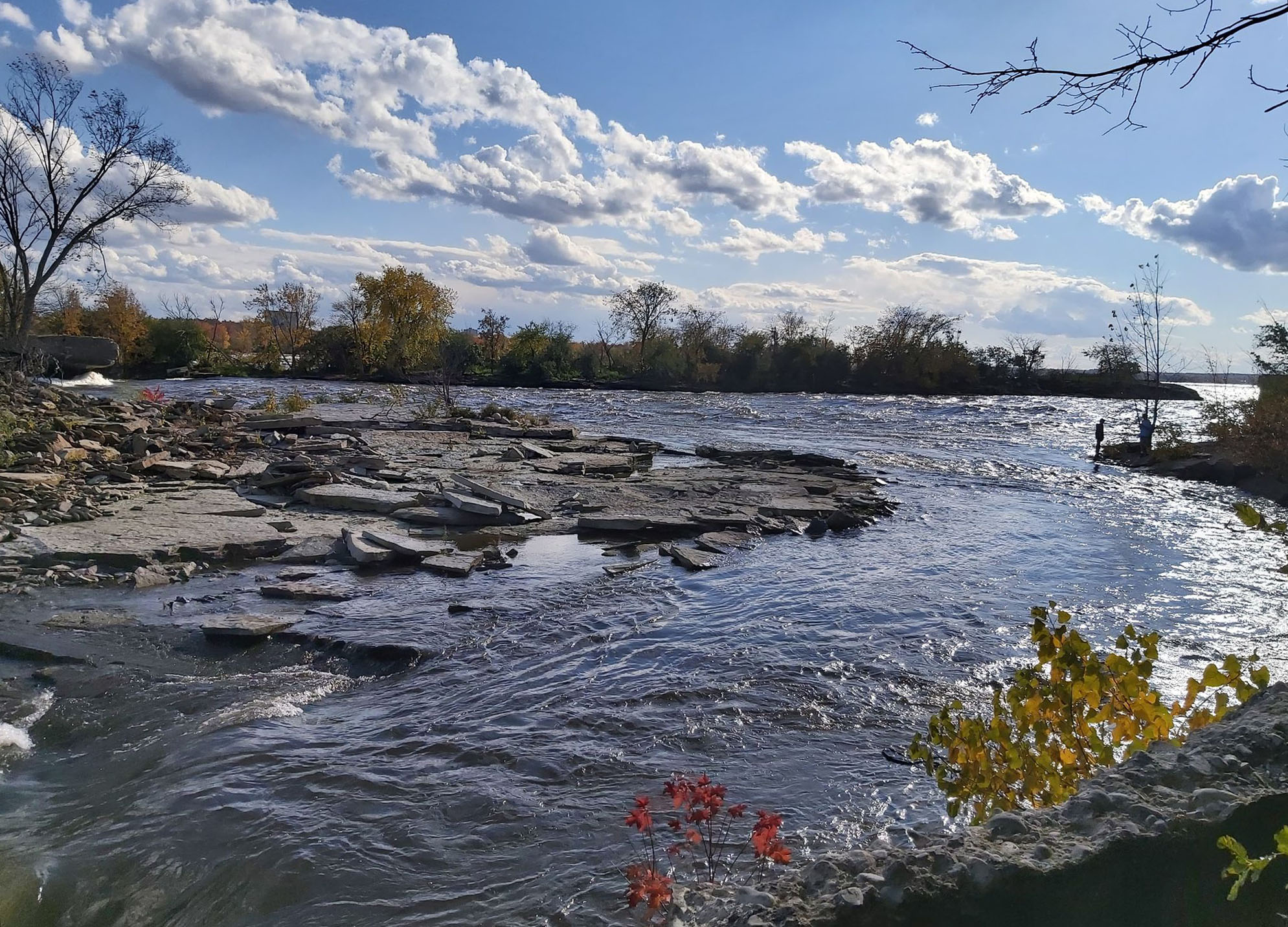
À l'arrière-plan se trouve l'île Conroy, vue à partir de la rive.

Plusieurs espèces migratoires font un arrêt au lac Deschênes ce qui en fait un des sites ornithologiques d'importance dans l'Outaouais. On peut y apercevoir entre autres des bernaches du Canada, des canards mallard, des huarts à gorge rousse, des macreuses, des sternes arctiques et des sternes pierregarins.
L’île Conroy, située derrière les dernières ruines, est ainsi nommée à la mémoire de la famille pionnière. D'une longueur d'environ 200 mètres, elle possède une importante colonie de goélands à bec cerclé, de bihoreaux gris et de cormorans à aigrettes.